# Épilepsie temporale
 Mise en garde médicale
L’épilepsie temporale est la forme d'épilepsie la plus fréquente chez l’adulte. La zone atteinte se trouve dans le lobe temporal du cerveau, plus précisément dans l’hippocampe. Elle entraîne une perte de contact avec la réalité (hallucinations, symptômes d'allure psychotiques) et une perturbation de la mémoire. Le traitement médical est efficace contre cette forme d’épilepsie. La chirurgie est possible, elle peut permettre une diminution des symptômes.

## Symptômes
La crise du lobe temporal commence par une hallucination et des perturbations du système nerveux autonome. On observe chez le patient une altération de la mémoire, un état de conscience altéré ou un état de rêve.
Les personnes épileptiques sont souvent confrontées à l'impression de « déjà-vu » avant une crise d'épilepsie temporale (épilepsie affectant la face interne du lobe temporal) comme il l'a été démontré dans plusieurs études scientifiques, provenant notamment de Nathan Illman et de Chris Moulin. Bien que le sujet ne comporte que peu d'études, la première mention de ce phénomène chez les patients épileptiques remonte au début du XIXe siècle avec John Hughlings Jackson.
Les effets de la crise ne persistent pas longtemps et généralement le patient retrouve son état normal moins de 30 minutes après celle-ci.

## Classification
Les épilepsies à début partiel représentent environ 60 % de tous les cas d'épilepsie de l'adulte et l'épilepsie du lobe temporal est la plus fréquente forme d'épilepsie réfractaire.

## Traitement
Les traitements médicamenteux fonctionnent mieux aujourd'hui et de nombreux patients vivent avec leur épilepsie temporale sans subir de crise mais il reste 30% d'épileptiques pharmaco-résistants.
Le traitement de l'épilepsie temporale a longtemps été controversé. En 2001, une étude contrôlée a démontré la supériorité de la technique chirurgicale sur la technique médicamenteuse : ainsi un an après l'intervention, 58 % des patients opérés ne présentaient plus de convulsions contre seulement 8 % des patients traités médicalement.
L'intervention chirurgicale peut donc parfois mener à un arrêt de la prise d'antiépileptiques.